# کنجیرو هیراکی
کنجیرو هیراکی (انگلیسی: Kenjiro Hiraki؛ زادهٔ ۱۷ فوریهٔ ۱۹۴۰) کشتی‌یگر اهل ژاپن بود.